# Псевдорхіс білуватий
Псевдо́рхіс білува́тий, або лейко́рхіс білува́тий (Pseudorchis albida) — багаторічна рослина родини зозулинцевих, єдиний представник роду псевдорхіс. Вид занесений до Червоної книги України. Лікарська та декоративна культура.

## Опис

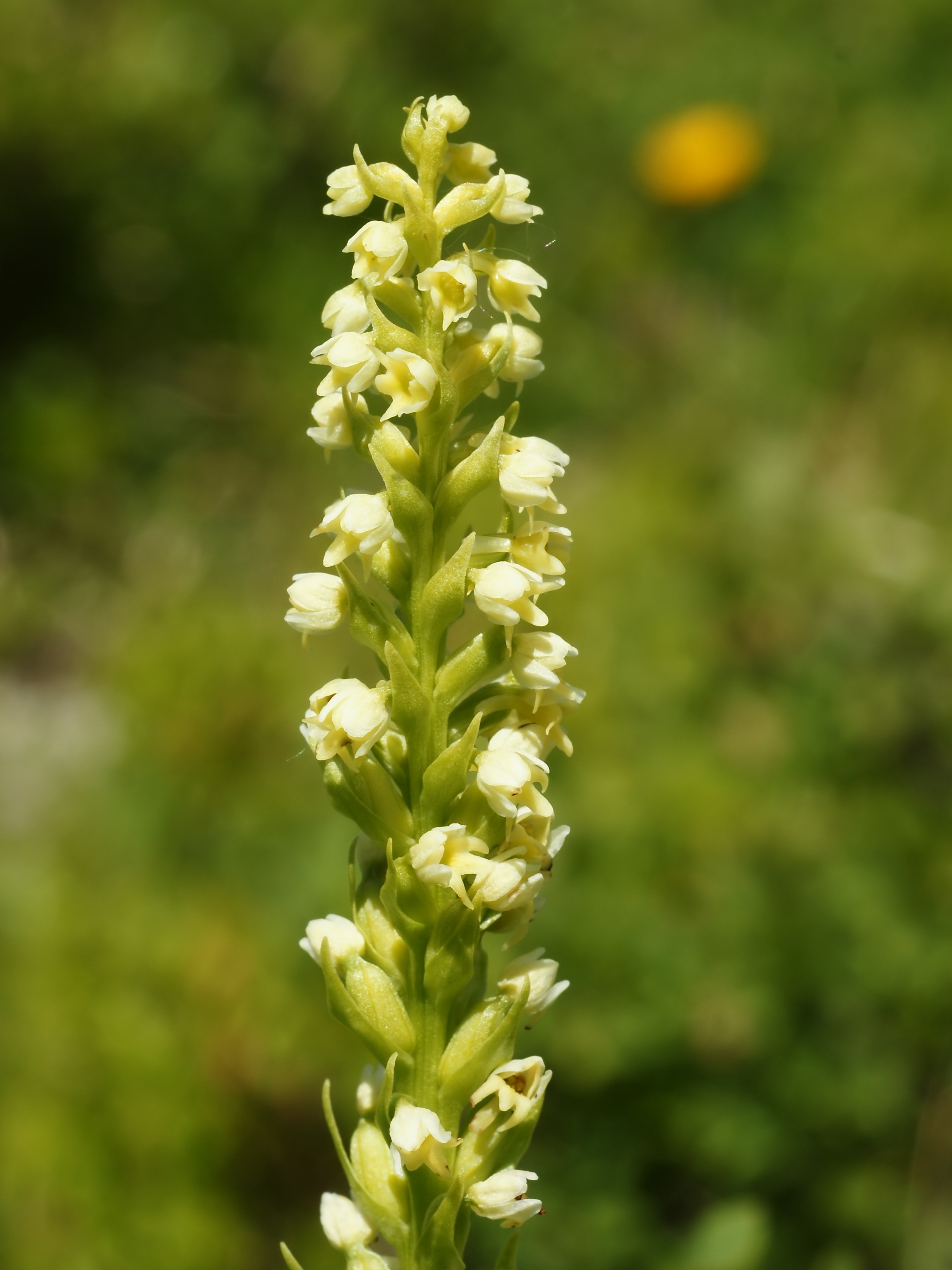
Суцвіття

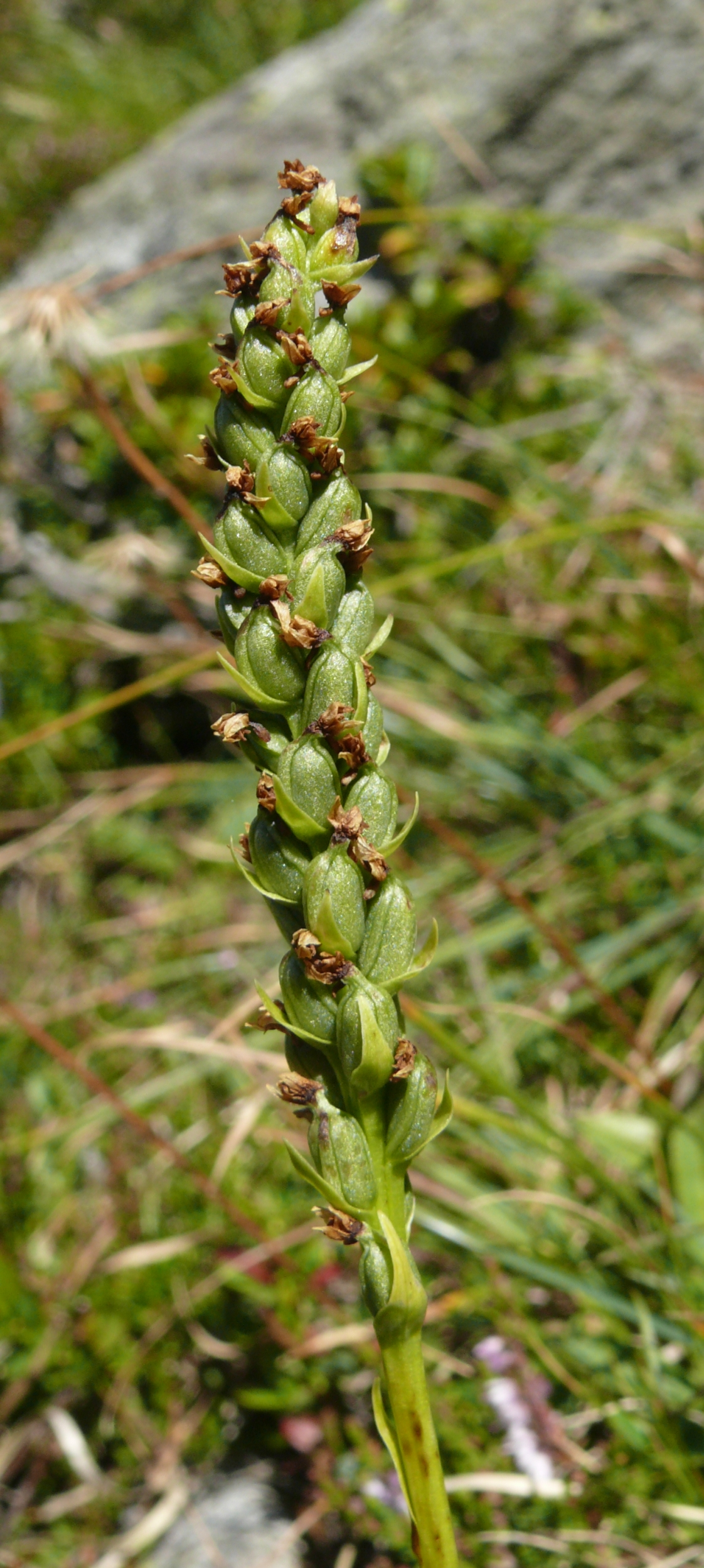
Плоди

Невелика трав'яниста рослина 10-30 см заввишки. Бульби глибоко пальчастороздільні, з тонкими циліндричними частками завтовшки 3-5 мм. Корінці нечисленні, завдовжки 3-7 см, завтовшки 1-1,5 мм. Стебло прямостояче, циліндричне, вкрите 4-5 черговими листками. Нижні 3-4 листки довгасто-обернено-яйцеподібні або ланцетні, 1-2 верхні — значно менші, ланцетні, гострі.
Суцвіття щільне, циліндричне, колосоподібне, з численними дрібними квітками. Його довжина не перевищує 7 см. Приквітки ланцетні, схожі на листки і коротші за квітки, до вершини поступово зменшуються у розмірах. Квітки жовтувато-білі, зі слабким приємним ароматом. Листочки оцвітини зібрані в дзвоникуватий або майже кулястий шолом, тупуваті, до 3,5 мм завдовжки. Бічні зовнішні листочки косо-яйцеподібні, середній яйцеподібний, увігнутий, два внутрішні нерівнобічні, довгасто-яйцеподібні. Губа трилопатева: бічні лопаті лінійно-ланцетні, середня тупувато-циліндрична, ширша й довша за бічні. Шпорець циліндричний, на верхівці потовщений, тупий, майже втричі коротший від зав'язі. Зав'язь скручена, сидяча, довша за оцвітину. Плід — довгаста коробочка.
Число хромосом 2n = 42.

## Поширення
Голарктичний арктико-альпійський реліктовий вид з розірваним ареалом, що охоплює помірні райони Євразії і Північної Америки. На заході він проходить через канадську провінцію Квебек, півострів Лабрадор, острови Ньюфаундленд, Гренландія, Ісландія, Британія, на півночі включає навіть приполярні райони Уральських гір, на сході доходить до Камчатки. Південна межа ареалу проходить через Румунію, Австрію, Італію, Францію, включає невеликі осередки в Іспанії і на Балканах. В європейських гірських системах цей вид підіймається до висоти 2500 м в Альпах, і до 1997 м у Татрах.
В Українських Карпатах спорадично трапляється майже у всіх гірських районах. Наприклад, у гірському масиві Чорногора псевдорхіс білуватий росте розсіяно на вершинах Шешул, Петрос, Говерла, Брескул, Туркул, Шпиці, Гутин Томнатик, Піп-Іван. За межами Карпат знайдений лише у Малому Поліссі (південь Рівненської області).

## Екологія
Зазвичай росте поодинці або невеликими групами. У Карпатах трапляється переважно у лісовому та субальпійському поясах, де росте на вологих луках, задернованих кам'янистих схилах, рідше серед криволісся в межах висот висот 1200–1900 м. Зрідка присутній у гірсько-лісовому поясі. За межами України типові біотопи також включають тундри і хвойні ліси.
Рослина помірно вологолюбна, віддає перевагу кислим ґрунтам, хоча задовольняється широким діапазоном pH (5,6-7,8). У північних частинах ареалу псевдорхіс виявляє себе як типово світлолюбна рослина і зростає на відкритих місцинах, в південній частині ареалу може розвиватися під пологом лісу, але не в глибокій тіні. Морозостійкий вид, в місцях, вкритих взимку товстим шаром снігу, розвивається краще.
В залежності від місцевості вегетаційний період може тривати від 2,5 до 6 місяців. Загалом розвиток кожного пагону триває 2 роки, квіткові бруньки закладаються влітку за рік до наступного цвітіння. Квітне у червні-серпні. Плодоносить у серпні.
Розмножується переважно насінням. Квітки запилюються денними і нічними метеликами, яких рослина приваблює запахом і нектаром; також можливе самозапилення. Фертильність становить 80%. Насіння розповсюджується за допомогою вітру. Для проростання насінина повинна утворити мікоризу з грибом, цей симбіотичний зв'язок зберігається і в дорослих особин. Паросток розвивається під землею до 4 років, за цей час він утворює пагін завтовшки 3-5 мм з 6-8 вузлами. Бруньки закладаються в пазухах плівчастих листків. Молода рослина, що має лише один корінь і один добре розвинутий листок, не втрачає зв'язку з підземною частиною 1-3 роки. За цей час встигає сформуватися бульбоподібне потовщення, в якому відкладаються запаси поживних речовин. Перехід до підземного життя може статися і в разі погіршення умов зростання.

## Значення і статус виду
Вид занесений до Додатку II Конвенції про міжнародну торгівлю видами дикої фауни та флори, що перебувають під загрозою зникнення (CITES), Червоних книг декількох областей Росії, Червоних списків Нідерландів і Норвегії; знаходиться під охороною у Польщі та Словаччині.
В Україні окрім національної Червоної книги цю рослину запропоновано внести до Червоної книги Українських Карпат. Псевдорхіс білуватий охороняється в Чорногірському масиві Карпатського біосферного заповідника, Карпатському і Ужанському національних парках, а також в національних парках «Сколівські Бескиди», «Синевир».
Як декоративну рослину псевдорхіс культивують рідко, оскільки квітки цього виду доволі непоказні. Переважно це роблять з демонстраційною метою в ботанічних садах, наприклад в Україні цю орхідею можна побачити в ботанічному саду Львівського національного університету ім. І. Франка.

## Цікавий факт
В 1995 році в Данії було випущено марку з зображенням псевдорхіса білуватого з написами трьома мовами: латинською (Leucorchis albida), данською (satyrblomst) і гренландською (isigammaaq).

## Систематика
Псевдорхіс білуватий — єдиний представник монотипного роду Pseudorchis, хоча деякі дослідники вважають, що підвиду Pseudorchis albida straminea варто надати статус виду. Рід вперше був описаний в 1754 році, після того зазнав декілька рекласифікацій. Серед інших орхідей генетичні зв'язки найбільше наближають його до роду Билинець (Gymnadenia). Також відомий гібрид цієї рослини з любкою зеленоквітковою.
У межах загальноприйнятого таксона налічують три підвиди:
- Pseudorchis albida subsp. albida — поширений від Іспанії, Ісландії до Камчатки;
- Pseudorchis albida subsp. straminea (Fernald) Á.Löve & D.Löve — зростає в Скандинавії, на півночі Росії, в Гренландії, Канаді;
- Pseudorchis albida subsp. tricuspis (Beck) E.Klein — зустрічається у Швеції, Швейцарії, Австрії, Польщі, Румунії, на Балканах.

## Синоніми
| - Bicchia albida (L.) Parl., 1860 - Blephariglottis albiflora Raf. - Chamorchis albida (L.) Dumort., 1827 - Coeloglossum albidum (L.) Hartm., 1820 - Entaticus albidus (L.) Gray, 1821 - Gymnadenia albida (L.) Rich., 1817 - Gymnadenia albida var. borensis Zapal. - Habenaria albida (L.) R.Br., 1813 - Habenaria transsilvanica Schur - Leucorchis albida (L.) E. Mey., 1848 | - Leucorchis lucida Fuss - Orchis albida (L.) Scop., 1772 - Platanthera albida (L.) Lindl., 1829 - Peristylus albidus (L.) Lindl., 1835 - Pseudorchis alpina Ség. - Satyrium albidum L., 1753 - Satyrium scanense L. ex Steud. - Satyrium trifidum Vill. - Sieberia albida (L.) Spreng., 1817 |